# Список войн Беларуси
В этой статье содержится список вооружённых конфликтов, войн и военных миссий с участием Республики Беларусь и предшествующих ей Белорусской Народной Республики и Белорусской Советской Социалистической Республики.

## До 1991
| Конфликт                                                                    | Сторона 1 | Сторона 2 | Итог                                                                          |             |
| --------------------------------------------------------------------------- | --- | --- | ----------------------------------------------------------------------------- | ----------- |
| Конфликт между Советом Всебелорусского съезда и Облисполкомом (1917—1918)   | Великая белорусская рада | Облиспкомзап                                                                                                  | провозглашение БНР                                                            | [ 1 ]       |
| Первая мировая война/Гражданская война и интервенция в Беларуси (1918—1921) | Национал-демократы Германская империя | Большевики Польша                                                                                             | БНР разгромлена, территория страны перешла под контроль большевиков и поляков | [ 2 ] [ 3 ] |
| Советско-польская война (1919—1921)                                         | Российская СФСР · Украинская ССР · ССР Беларусь · Литовско-Белорусская ССР · Латвийская ССР · Литовская СР · Галицкая социалистическая советская республика · Временный революционный комитет Польши | Польская Республика Украинская Народная Республика Белорусские вооруженные формирования Латвийская Республика | Рижский мирный договор                                                        | [ 4 ]       |
| Партизанское движение в Западной Беларуси (1921—1925)                       | Разведупр РККА Просоветские повстанцы БПС-Р | Польша | прекращение партизанской деятельности                                         | [ 5 ]       |
| Польский поход РККА (1939)                                                  | СССР | Польша | Западная Беларусь присоединена к БССР                                         | [ 6 ]       |
| Польско-белорусский конфликт (1939—1954)                                    | Белорусы | Поляки | разгром польских националистов                                                | [ 7 ]       |
| Деятельность польских националистов в Западной Беларуси (1939—1954)         | СССР - / БССР | Польские националисты                                                                                         | движение разгромлено                                                          | [ 8 ]       |
| Деятельность украинских националистов в Беларуси (1939—1953)                | СССР - / БССР | ОУН—УПА | движение разгромлено                                                          | [ 9 ]       |
| Великая Отечественная война (1941—1945)                                     | СССР - БССР - Советское партизанское движение БСА (1941) · БНП (1941—1944) · Армия Крайова и прочие движения                                                                                         | Германия - Белорусские коллаборационисты - Коллаборационисты из сопредельных стран                            | победа Советского Союза                                                       | [ 10 ]      |
| Послевоенное антисоветское движение в БССР (1944—1955)                      | СССР - / БССР | Многочисленные антисоветские организации                                                                      | поражение движения                                                            | [ 11 ]      |
| Белорусское послевоенное антисоветское движение (1944—1955)                 | СССР - / БССР | Антисоветские белорусские организации                                                                         | поражение движения                                                            | [ 12 ]      |
| Деятельность литовских повстанцев в Беларуси (1944—1953)                    | СССР - / БССР | Лесные братья                                                                                                 | поражение движения                                                            | [ 13 ]      |

## После 1991
¹ — с участием государственных и/или наёмных военных специалистов, которые, как правило, работают под государственным патранажем и в интересах белорусских властей.
² — миротворческие миссии ООН или ОДКБ.
| Конфликт                                                                               | Сторона 1 | Сторона 2                                                                                     | Итог                                                                                          |                      |
| -------------------------------------------------------------------------------------- | --- | --------------------------------------------------------------------------------------------- | --------------------------------------------------------------------------------------------- | -------------------- |
| Гражданская война в Таджикистане (1992—1997)                                           | Таджикистан · Коллективные миротворческие силы СНГ · при поддержке: · Беларусь - Военнослужащие-белорусы бывших советских частей | Объединённая таджикская оппозиция Исламское Государство Афганистан Талибан                    | Президентом Таджикистана стал Эмомали Рахмонов, создание комиссии по национальному примирению | [ 17 ]               |
| Гражданская война в Сьерра-Леоне¹ (1991—2002)/(с 1995 с участием белорусов и Беларуси) | Сьерра-Леоне и союзники · при поддержке: · Беларусь · косвенное участие: · Трансавиаэкспорт                                      | Объединённый революционный фронт · Либерия                                                    | победа правительственных сил                                                                  | [ 18 ] [ 19 ] [ 20 ] |
| Эфиопо-эритрейский конфликт¹ (1998—2000)                                               | Эфиопия · при поддержке: · Беларусь                                                                                              | Эритрея                                                                                       | мирное соглашение                                                                             | [ 21 ] [ 19 ] [ 22 ] |
| Первая Ивуарийская война¹ (2002—2007)/Французско-ивуарский конфликт¹ (2004)            | Кот-д’Ивуар · при поддержке: · Беларусь ОООНКИ                                                                                   | Новые силы Франция                                                                            | Уагадугуское соглашение                                                                       | [ 23 ] [ 24 ]        |
| Конфликт в Киву¹ (с 2004)                                                              | ДРК · Милиция Май-Май · Миротворческие силы ООН · при поддержке: · Европейский союз · Беларусь                                   | Национальный конгресс народной обороны · Движение 23 марта · при поддержке: · Уганда · Руанда | конфликт продолжается                                                                         | [ 25 ]               |
| Временные силы ООН в Ливане² (с 1978)/(с 2010 по 2023 для Беларуси)                    | Беларусь · и другие страны | нет                                                                                           | белорусский контингент выведен, миссия продолжается                                           | [ 26 ]               |
| Гражданская война в Ливии¹ (2011)                                                      | Ливия · при поддержке: · Беларусь                                                                                                | ПНС · при поддержке: · НАТО                                                                   | победа повстанцев и падение джамахирии                                                        | [ 27 ]               |
| Борьба с терроризмом в Йемене¹ (2010-е)                                                | Йемен · при поддержке: · США · Беларусь                                                                                          | Аль-Каида                                                                                     | двое белорусских специалистов убиты                                                           | [ 28 ]               |
| Операция ОДКБ в Казахстане² (2022)                                                     | ОДКБ: - Армения - Беларусь - Кыргызстан - Россия - Таджикистан при поддержке: · Казахстан                                        | Оппозиция и вооружённые группы                                                                | подавление беспорядков правительственными силами без участия сил ОДКБ и вывод сил ОДКБ        | [ 29 ]               |
| Вторжении России в Украину¹ (с 2022)                                                   | Россия · ДНР · ЛНР · Белорусские добровольцы и наёмники · при поддержке: · Беларусь                                              | Украина · Белорусские добровольцы и наёмники                                                  | конфликт продолжается                                                                         | [ 30 ]               |

### Комментарии
1. ↑  См. подробней Беларусь в Первой мировой войне
2. ↑  как часть гражданской войны в России
3. ↑  См. подробней Беларусь в советско-польской войне
4. ↑  См. подробней Беларусь во время Великой Отечественной войны
5. ↑  Поставки оружия в 1994 году.
6. ↑  Вынужденно находились в Таджикистане из-за невозможности вернуться на родину. В основном в составе пограничных отрядов занимались прикрытием границы. (см. Белорусы в гражданской войне в Таджикистане)
7. ↑  Поставки авиатехники и белорусские наёмные специалисты в составе вертолётной эскадрильи ЧВК «Executive Outcomes».
8. ↑  Посредничестве в вербовке специалистов.
9. ↑  Поставки техники, наёмные пилоты.
10. ↑  За период 2002—2004 годов поставлено 63 единицы техники и вооружений, среди которых бронетехника, артиллерия и авиация. В то же время на аэродроме Ямусукро действовали белорусские военные специалисты, которые обучали ивуарийских лётчиков полётам на штурмовиках Су-25. (см. Белорусские наёмники в Кот-д’Ивуаре)
11. ↑  Поставки и ремонт авиатехники, военные инструкторы.
12. ↑  см. Группа белорусских миротворцев в Ливане
13. ↑  Неофициальная поддержка со стороны белорусских военных специалистов и наёмников, которые занимались эксплуатацией и ремонтом техники, подготовкой кадров, находились на должностях военных советников при штабах и проводили спецоперации. (см. Белорусы в ливийском конфликте)
14. ↑  Поставки военной техники и оружия, военные специалисты.
15. ↑  см. Белорусская батальонно-тактическая группа в Казахстане
16. ↑  Белоруссия предоставила для российской армии свою территорию, что было подтверждено властями страны. Отдельные военные и государственные деятели с Украины неоднократно заявляли о прямом участии белорусской армии во вторжении. В свою очередь министерства обороны Беларуси, России и США, а также офис президента В. Зеленского данную информацию опровергли. В то же время белорусские инструкторы обучали российских военных. (см. Беларусь и вторжение России на Украину)